# Moroleón
Moroleón est une ville industrielle du Mexique, située dans l'État de Guanajuato. Elle partage un secteur métropolitain de 88 491 habitants avec les villes voisines de Uriangato et Yuriria.

## Localisation
Cette ville de 45 000 habitants se trouve à 50 km de Morelia (État de Michoacán), à 120 km de León (État de Guanajuato), à 100 km de Guanajuato (capitale de l'État de Guanajuato) et à 230 km de Mexico (DF).